# コーヒートーク
『コーヒートーク』（Coffee Talk）は、インドネシアのインディーゲームスタジオToge Productionsが開発し2020年1月29日に発売したノベルゲーム。
本稿では、2023年4月20日に発売された続編の『コーヒートーク エピソード2:ハイビスカス&バタフライ』、および、2025年に発売予定の『コーヒートーク トーキョー』についても記述する。

## 概要
夜間のみ営業するカフェ「コーヒートーク」のバリスタとなり、店を訪れる客の様々な悩みを聞きながら飲み物を提供する。物語は2020年のアメリカ・シアトルが舞台となっているが、人間だけでなくサキュバスやエルフなど多様な種族のキャラクターが登場し、共存している。本作でゲームデザイナー等を務めたモハメド・ファーミ（Mohammad Fahmi）によると、シアトルを舞台としたのは、コーヒーチェーン店のスターバックスの本社があることに加え、雨の多い土地柄がゲーム内の雨のシーンの雰囲気に重なることに由来している。
開発する上で影響を受けた作品として、ファーミは、長友健篩の漫画『バーテンダー』や安倍夜郎の漫画を原作とするドラマ『深夜食堂』を挙げ、絵作りについては『カウボーイビバップ』『攻殻機動隊』『新世紀エヴァンゲリオン』といった1990年代のアニメの雰囲気を目指したとしている。また、ゲームソフトでは、いずれもバーを舞台とした作品である『Bar Oasis』と『VA-11 Hall-A』の影響を挙げている。本作を出展した2018年の日本のゲームイベント「BitSummit Volume 6」の際には『VA-11 Hall-A』の作者と対面し、これを機に様々なフィードバックを得た。
2022年3月28日、ファーミが喘息発作により32歳で急逝した。これを受け、開発チームは4月1日3時から4月5日3時（日本時間）の期間に本作のSteam版の価格を32%引きするセールを実施し収益全額をファーミの遺族に寄付することを発表した。また、日本での発売元のコーラス・ワールドワイドも、同時期に行っていたNintendo Switch版のセールの収益全額を遺族に寄付することを発表している。
『コーヒートーク エピソード2:ハイビスカス&バタフライ』（以下『エピソード2』と略記）は前作から3年後の2023年が舞台となり、登場人物が全員再登場している一方で新たな客も登場する。
『コーヒートーク トーキョー』では、舞台を東京に移している。

## システム
来店客に提供する飲み物は、「ベース」「メイン材料」「サブ材料」の3つの材料でつくられる。ベースとなるのは、コーヒー、抹茶、紅茶、ココア、ミルクの5種類（『エピソード2』ではさらにブルーピー（バタフライピー）とハイビスカスも追加）、メイン材料とサブ材料は前述のものに加えショウガ、ミント、レモン、はちみつ、シナモンがあり、ミルクのみ、ベースと材料の両方で使うことができる。同じ材料を重複して使うことも可能。配合状況により「ほっこり感」「さっぱり感」「甘み」「苦み」の4つのパラメータが変化する。材料にミルクを用いた一部の飲み物ではラテアートを自由に描くこともできる。なお、客の望み通りの飲み物を提供するか否かにより、以降の物語の展開や結末が変化する。
スマートフォン型のメニュー画面には以下の項目が含まれている。
- Tomodachill - 来店客の情報が追加・更新される。『エピソード2』ではここに、登場人物のSNS上でのコメントが一覧表示される「Stories」の項目が含まれている。「Stories」の内容は物語が進むごとに随時更新され、物語内の日付が進むと前日までの内容は閲覧できなくなる。
- Brewpad - これまで作成した飲み物のレシピが記載される。
- The Evening Whispers - 短編小説[注 1]を閲覧できる。日付が進むごとに新たな作品が追加される。
- Shuffld - ゲームのプレイ中に流れるBGMを任意のものに変更できる。

本編とは異なるモード「エンドレス」には以下の2つの項目がある。
- フリーサーブ - 制限なく自由に飲み物を淹れることができる。
- チャレンジモード - 制限時間内で客の注文に次々と応えていくモード。正解すると残り時間が少し伸び、時間切れで終了となる。

『エピソード2』では物語の途中でアイテムが手に入ることがあり、客に飲み物を提供する際に引き出しから取り出して一緒に渡すことができる。アイテムを渡すか否か、また誰に渡すかによってシナリオが変化する。特定の期日を過ぎるとアイテムは自然消滅する。

## 登場人物
主人公
「コーヒートーク」を経営しているバリスタの男性。ゲーム開始時に任意の名前を設定する（デフォルト名は「バリスタ（Barista）」となっている）。ゲーム内では姿が表示されない。
エンディングでは、後述のニールと同族であることが示唆されている。また、2周目以降のプレイ時には、会話の先の展開を知っている口ぶりで話し、客から怪しまれる。
フレイヤ・ファティマ (Freya Fatima)
イブニング・ウィスパー紙（The Evening Whispers）にコラムや短編小説を寄稿している女性ライター。「コーヒートーク」の常連客。エスプレッソを好む。
長編小説を出版したいという目標を叶えるため上司に内緒で執筆を始め、作品内容に反映させようと店内での出来事や来店客の会話を観察する。
『エピソード2』では新作の準備で取材旅行に出ていて店に長らく姿を見せていないが、「Stories」では旅行中の様子を垣間見ることができる。物語の終盤で店を訪れ、ライターハウス（執筆家が長期滞在しながら活動する場所）で数か月ほど生活した後に旅に出るという計画を主人公に伝える。「Tomodachill」には掲載されない。
ルア・ミラー (Lua Miller)
貿易会社に勤めるサキュバスの女性。「ミラー」の姓は『エピソード2』で明らかになる。
後述のベイリースと結婚を見据えて交際しているが、それぞれの両親は互いの種族への偏見を理由に挙げ交際に反対している。詩を好んでおり、「Tomodachill」のプロフィールにはポール・ヴェルレーヌのフランス語詩「月の光」の一節が記されている。
『エピソード2』では結婚式を間近に控えているが、その準備の多さに加えて会社の重要なプロジェクトが正念場を迎えていることから苛立ちを募らせ、ベイリースとの間にわだかまりが生じている。
ベイリース (Baileys)
エルフの男性フリーデザイナー。
両親と不仲の状態にあり、円満な形での結婚を望んでいるルアと異なり、両親と絶縁してでも一緒になりたいと考えている。
『エピソード2』では両親と絶縁して結婚式の準備に臨む。ルアの望み通りの式にしたいと様々な提案をするものの受け入れてもらえず困惑している。
ジョルジ・ウィリアムス (Jorji Williams)
シアトル市警の男性巡査。「ウィリアムス」の姓は『エピソード2』で明らかになる。ミルクアレルギー持ち。
3人の娘の父親である境遇を踏まえ、「コーヒートーク」を訪れる客の親子問題について助言する。
『エピソード2』では市内で横行する車のタイヤのパンク事件を捜査している。祖父が使用していたライターを店によく忘れる。
ガラ (Gala)
人狼の男性医療事務員。後述のハイドは1960年代からの友人で、当時精神を病んでいた自身を現在の職に導き生きがいを取り戻すきっかけを作った恩人でもある。
オオカミの姿に変身し狂暴化する発作を抑えるための飲み物を探しており、主人公に協力を求める。
『エピソード2』では小さな子供の入院手続きの負担を減らしたいと考えているが、自分の姿を見て子供が怖がってしまうことが多く入院が遅れている状況に悩んでいる。
ハイド (Hyde)
吸血鬼の男性モデル。普段はロサンゼルス在住だが、仕事でシアトルに滞在している。ヴィーガン生活（本人曰く「生き血を飲まない生活」の意）を信条とし、科学者が人工的に作った「合成血液」を摂取している。ガラは、かつてドワーフの2人組に襲撃された際に自身を助けた恩人。
他の客の悩み相談に応じる際に辛辣な物言いをすることがあり、周りからたびたび注意を受ける。
『エピソード2』ではSNSの発達でファッションの流行り廃りが激化してモデルが一瞬で使い捨てられている状況に失望し、モデル業を辞めてシアトルに移住することを計画している。
レイチェル・フロレンシア (Rachel Florencia)
頭部に猫耳がついたネコミミ族の女性アイドル。18歳。ネコの姿と人間風の姿を瞬時に切り替えるネコミミ族特有の能力を持つ。自身の芸能界入りを後押ししてくれた亡き母の名字「フロレンシア」を芸名に用いている。
仕事のことで父親と口論になって家を飛び出し、方々をさまよった末に「コーヒートーク」を訪れる。
『エピソード2』では休暇が取れないほどの活躍ぶりで、「コーヒートーク」の店内BGMの作曲者であるアレミー・ジェンドリュー（Aremy Jendrew）とのコラボ曲の作業を「ネコチェル（Nekochel）」名義で取り組んでいる。
ニール (Neil)
はるか遠くの星から地球へやってきた宇宙人。宇宙服を身に着けている。「ニール」は地球での便宜上の名前で本来は名無し。飲み物を飲む際には、人間の指のような触手をカップに突き入れて吸引する。
地球来訪の目的は地球の女性と「交配」する任務のためで、出会い系アプリでやり取りを行った女性と「コーヒートーク」で待ち合わせをする。後に、地球人との交流方法を学ぶためとして1日だけ店で働く。エンディングでは人間のような姿で主人公の前に現れる。
『エピソード2』では「シルバー（Silver）」の名前で前作エンディング時の姿で現れ、引き続き意中の女性を捜しつつ、地球に滞在する同胞の支援組織「SAVE（セイブ、Society for Aliens and Various Extraterrestrials、異星人及び多様な地球外生命体協会）」を立ち上げた現状を明かす。飲み物を口から飲むようになるなど人間的になる一方で、宇宙人が持つ集合精神とのつながりが薄れている。
マートル (Myrtle)
オークの女性プログラマー。ゲームソフト『フルメタル・コンフリクト』（Full Metal Conflict）シリーズを手掛けている。
ゲーム開発の現場で様々なプレゼンを行うも全く承認されない上に休暇を一切取れないまま仕事を続けていることから燃え尽き症候群気味になっている。
『エピソード2』では後述のアクアから自作ゲームの契約問題で悩む自分を支えてほしいと頼られるが、あまりに何度も懇願されるため、信用されていないのではないかと感じ苛立っている。
アクア (Aqua)
耳と肩口に魚のひれ状のものが付き下半身がタコのようになっている海棲人の女性。シアトルの大学でコンピュータグラフィックスの研究開発員を務めている。『フルメタル・コンフリクト』の大ファン。
余暇を利用してインディーゲームの開発に勤しみ、シアトルで開催されるゲームイベント「MAX West」で自作ゲームを出展する機会を得たが、自信が持てず返事をためらっている。
『エピソード2』ではアクアが大好きなパブリッシャーからアクアのゲームをリリースしたいという話を持ち掛けられるが、その契約条件はきわめて不公平で、作品を世に出したい思いとの間で葛藤している。
ヘンドリー・ファーロング (Hendry Furlong)
レコード店を経営しているネコミミ族の男性。レイチェルの父。かつてはガールズバンドのマネージャーをしていたこともある。
アイドルとしての娘の成功を誇りに思う一方で、その周辺の状況について過剰に心配し、娘のマネージャーに対して不信感を抱いている。
『エピソード2』ではジョルジがタイヤパンク事件の捜査中に遭遇した超自然的な出来事の体験談について興味深く傾聴する。「Tomodachill」には掲載されない。
エージェント (Agent)
連邦移民規制執行局（『エピソード2』では異星人移民規制局）、通称「FIRE（ファイア、Federal Immigration Regulation and Enforcement Division）」の男性捜査員。飲み物を注文せず「Tomodachill」には掲載されない。
地球に不法滞在している異星人を捜索しており、「コーヒートーク」を訪れて主人公にも聞き込みを行う。
『エピソード2』でも来店し引き続き異星人を捜索しているが、一方で、異星人に特段の思い入れがなく、ただ仕事を終えたいだけという本音も明かしている。

### 『エピソード2』より登場する人物
ルーカス (Lucas)
サテュロスの男性インフルエンサー。SNSを通じて番組の配信や商品の宣伝などを行っている。暗がりが苦手。
自身の配信番組の閲覧者数が減少傾向にあり、今後の番組の方向性について模索中だが、新企画を立ち上げたいルーカスに対して他の制作チームメンバーからはリスクを伴うことの危うさを指摘され対応に苦慮している。
リオナ・シーリン (Riona Sheerin)
配送会社の「グルーバー（Grüver）」で長距離配送のアルバイトを行っているバンシーの女性ドライバー。
配送の仕事をする一方でオペラのソプラノ役になる目標を抱いているが、動画サイトに自身の歌唱動画をアップしたところコメント欄に罵詈雑言が多数書き込まれ、それ以降、インターネットを嫌厭し自信喪失している。
アマンダ (Amanda)
シルバー（ニール）と同胞の宇宙人。地球の状況を調査しつつシルバーの支援も行う任務にあたっている。
シルバーとの待ち合わせのために「コーヒートーク」を訪れ、初めて地球の飲み物を摂取する。地球人が持つ複雑な感情の理解に苦労している。「オーク西部劇」の台詞回しに影響を受け、現実とかけ離れた発言をすることがある。
マックイーン (McQueen)
ジョルジの旧友の男性刑事。飲み物を注文せず「Tomodachill」には掲載されない。
幽霊に関する事件を多く担当しており、任務途中で「コーヒートーク」を訪れた際、幽霊嫌いのジョルジに自身の経験談を語り苦手意識を克服させようとする。
ドゥーリー (Dooley)
マックイーンの同僚の男性巡査。飲み物を注文せず「Tomodachill」には掲載されない。
場当たり的な発言やジョークを繰り返し周囲を困惑させる。
ファーミ (Fahmi)
フレイヤの友人の男性。全ての種類のシナリオルートとエンディングを見た後に発生するイベントで「コーヒートーク」に来店し、好物の抹茶ラテを注文する。「Tomodachill」には掲載されない。
フレイヤとともにライターハウスで生活する予定になっており、主人公から旅の無事を祈念される。物語の中で店によく出入りしていた猫が懐く。

## 受賞・ノミネート
コーヒートーク
- LEVEL UP KL 2018 「Best Storytelling」受賞[10]
- BIC Festival（朝鮮語版） 2019 「Excellence in Narrative」ノミネート[11]
- TGS 2019 ゲームの電撃アワード ノミネート[12]

コーヒートーク エピソード2：ハイビスカス&バタフライ
- LEVEL UP KL 2022 SEA Game Awards 「Grand Jury Award」「Best Visual Arts」「Best Storytelling」受賞[13]
- 台北ゲームショウ（中国語版） Indie Game Award 2023 「Best Narrative」ノミネート[14]
- INDIE Live Expo Awards 2023 「キャラクター賞」ノミネート[15]

## イベント
COFFEE TALK Episode 1.5〜SHIBUYA PARCO
渋谷PARCO B1F「クアトロラボ」で2024年6月1日から6月30日まで開催されたカフェ&ポップアップショップ。ゲーム内で登場するドリンクメニューや各種グッズの販売が行われた。また、スマートフォンのカメラのAR機能を用いて店内の座席に好きなキャラクター（全10種類）を表示させるという仕掛けもあった。